# NRP Vasco da Gama (F330)

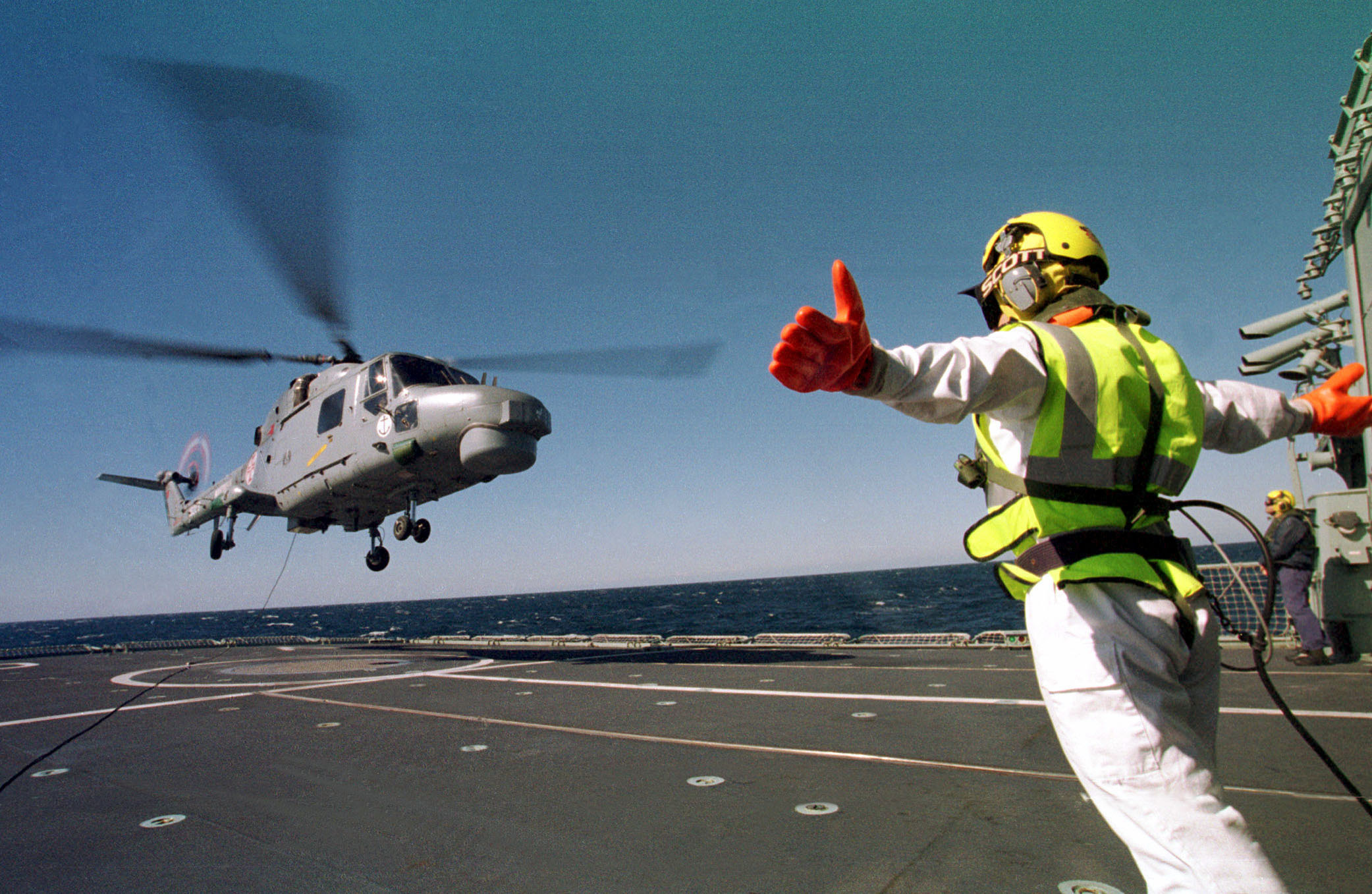
Um Lynx Mk-95 a aterrar na plataforma de voo da fragata Vasco da Gama.

NRP Vasco da Gama (F330) é uma fragata da classe Vasco da Gama, ao serviço da Marinha Portuguesa. Baseia-se no projecto MEKO 200 da Blohm & Voss, que também foi adoptado pela Austrália, Nova Zelândia, Turquia e Grécia, sendo a variante portuguesa conhecida como MEKO 200PN. Uma das principais vantagens do projecto MEKO 200 que o tornou cobiçado por vários países é a sua construção modular, o que permitiu equipamentos diferentes nas fragatas de vários países, assim como facilita upgrades futuros.
Desde a sua entrada em serviço esteve colocada em Angola, mar Adriático, Guiné-Bissau, Timor-Leste e mar Mediterrâneo Oriental.

## Equipamento
- 2 Motores Diesel MTU
- 2 Turbinas a Gás GELM
- Radar de aviso aéreo, médio alcance - DA08
- Radar de aviso combinado, curto alcance - MW08
- Radar de controlo de tiro - STIR
- Sistema de guerra electrónica - APECS II
- Sistema de defesa anti-míssil - CIWS VULCAN-PHALANX
- Antena InmarsatB (Comunicações Satélite)
- Sistema de contramedidas anti-míssil - SRBOC
- Sonar de médio alcance - AN/SQS 510

### Armamento
- Peça de artilharia de 100 mm
- Peça de artilharia CIWS (Close-In Weapon System) "Phalanx" de 20 mm
- 2x4 mísseis SAM RIM-7 NATO Sea Sparrow (curto alcance de defesa antiaérea)
- 2x4 mísseis SSMAGM-84 Harpoon (longo alcance)
- 2x3 reparos de tubos lança torpedos MK46

### Meios
- 2 helicópteros Lynx Mk95